# Lee Miller (football)
Pour les articles homonymes, voir Lee Miller et Miller.
Lee Miller est un footballeur international écossais né le 18 mai 1983 à Lanark.

## Carrière
- 2000-2003 : Falkirk  Écosse
- 2003-2005 : Bristol City  Angleterre
  - jan. 2005-2005 : Heart of Midlothian  Écosse (prêt)
- 2005-2006 : Dundee United  Écosse
- 2006-jan. 2010 : Aberdeen FC  Écosse
- fév. 2010-août 2011 : Middlesbrough  Angleterre
  - nov.-déc. 2010 : Notts County  Angleterre (prêt)
  - jan.-mai 2011 : Scunthorpe United  Angleterre (prêt)
- août 2011- : Carlisle United  Angleterre

Après son échec à Notts County, il est prêté le 28 janvier 2011 par Middlesbrough à Scunthorpe United jusqu'à la fin de la saison. Durant l'été il signe un contrat avec le club de Carlisle United

## Sélections
- 1 sélection et 0 but avec l' Écosse en 2006.

## Vie privée
Lee Miller est le père de Lennon Miller, lui aussi footballeur professionnel écossais.